# Transportul în Brazilia
Pe teritoriul Braziliei există aproximativ 2.500 de aeroporturi, incluzând aici și pistele de aterizare, doar Statele Unite ale Americii având un număr mai mare de aerogări. Aeroportul Internațional São Paulo-Guarulhos, amplasat în apropierea orașului, este cel mai mare și mai aglomerat aeroport al țării, acest lucru datorându-se traficului intern de mărfuri și persoane, dar și faptului că São Paulo are legături aeriene permanente cu aproape fiecare oraș important al lumii. În Brazilia există 34 de aeroporturi internațional.
Dat fiind faptul că Brazilia are 1.355.000 de kilometri de autostrăzi și drumuri naționale, căile rutiere sunt cel mai des folosite în transportul mărfurilor, dar și al pasagerilor[100]. Totuși, guvernul brazilian a început recent să sprijine și alte infrastructuri de transport, mai ales extinderea rețelei de căi ferate, un exemplu pentru inițiativele recente în acest sector fiind promovarea unui proiect de construire a unei linii feroviare de mare viteză care ar lega orașele São Paulo și Rio de Janeiro. De asemenea, pe teritoriul Braziliei există și 37 de porturi maritime internaționale, cel mai mare fiind situat în orașul Santos.